# Yeasayer
Yeasayer — американская группа из Нью-Йорка, играющая экспериментальный рок. Критики чаще всего сравнивают её с Animal Collective, а сами музыканты среди исполнителей, повлиявших на их творчество, назвали Дона Ковея, White Noise, Брайана Ино, Wreckx-n-Effect. На концертных выступлениях коллектива часто используются психоделические визуальные эффекты.

## История
Коллектив, в то время состоявший из трёх участников: Криса Китинга, Айры Вулф Тутона и Ананда Уайлдера — впервые привлёк к себе внимание на фестивале South by Southwest в начале 2007 года. Его первым релизом стал двойной сингл с треками «Sunrise» и «2080». В октябре 2007 года на лейбле We Are Free вышел дебютный альбом All Hour Cymbals, стиль которого участники назвали «ближневосточным психо-снап-госпелом» (англ. Middle Eastern-psych-snap-gospel).
В 2008 году Yeasayer гастролирует с MGMT и Man Man, выступает на разогреве у Бека. В том же году был дан публичный концерт а капелла «Take Away Show» в парижском метро. Группа также участвовала в фестивалях Lollapalooza, Pitchfork Music Festival, Austin City Limits Festival, Bonnaroo, Рединг и Лидс. В 2009 году Yeasayer записала песню «Tightrope» для благотворительного альбома Dark Was the Night, который выпустила Red Hot Organization, занимающаяся борьбой со СПИДом. В 2010 году Yeasayer появилась на фестивалях Coachella Music Festival, Pinkpop и Lowlands festival; в августе группа сыграла на австралийском музыкальном фестивале Splendour In The Grass, где их пригласили выступить в следующем году организаторы Laneway Festival. При поддержке лейблов Secretly Canadian и Mute Records Yeasayer выпустила второй студийный альбом Odd Blood в феврале 2010 года.
В январе 2011 года The Hype Machine назвал Yeasayer самым обсуждаемым в блогах исполнителем 2010 года.

## Состав
- Крис Китинг (Chris Keating) — вокал, клавишные
- Ананд Уайлдер (Anand Wilder) — вокал, гитара
- Айра Вулф Тутон (Ira Wolf Tuton) — бас-гитара
- Джейсон Траммелл (Jason Trammell) — ударные
- Ахмед Галлаб (Ahmed Gallab)

Бывшие участники
- Люк Фазано (Luke Fasano) — ударные

## Дискография

### Студийные альбомы
| All Hour Cymbals - Дата релиза: 23 октября 2007 - Лейбл: We Are Free - Форматы: CD |  | —  | —  | —  | —  | 30 | —  | —  |
| Odd Blood - Дата релиза: 8 февраля 2010 - Лейбл: Secretly Canadian - Форматы: CD   |  | 56 | 64 | 64 | 43 | 14 | 63 | 47 |
| Fragrant World - Дата релиза: 20 августа 2012                                      |  |    |    |    |    |    |    |    |
| Amen & Goodbye - Дата релиза: 1 апреля 2016                                        |  |    |    |    |    |    |    |    |
| «—» означает, что релиз не попал в чарт                                            |  |    |    |    |    |    |    |    |

### Синглы
- «Sunrise / 2080» (2007)
- «Wait for the Summer» (2007)
- «Ambling Alp» (2009)
- «O.N.E.» (2010)
- «Madder Red» (2010)
- «Henrietta» (2012)

## Сотрудничество
- Yeasayer принимала участие в продюсировании альбома Bat for Lashes 2009 года Two Suns[15].
- Крис Китинг спел в «Audacity of Huge», первом сингле Simian Mobile Disco из альбома Temporary Pleasure 2009 года.
- В 2010 году группа сделала ремикс песни «Dog Days Are Over» Florence and the Machine.
- Сингл «Don’t Come Close» был использован в эпилоге Grand Theft Auto V